# 82ª Mostra internazionale d'arte cinematografica di Venezia
La 82ª edizione della Mostra internazionale d'arte cinematografica si svolgerà al Lido di Venezia dal 27 agosto al 6 settembre 2025, diretta da Alberto Barbera e organizzata dalla Biennale presieduta da Pietrangelo Buttafuoco. Sarà inaugurata da La grazia di Paolo Sorrentino e conclusa da Chien 51 di Cédric Jimenez.
La giuria internazionale sarà presieduta dal regista Alexander Payne.

## Giurie
Le seguenti persone faranno parte delle giurie delle varie sezioni della Mostra:

### Concorso principale
- Alexander Payne, regista, sceneggiatore e produttore (Stati Uniti d'America) - Presidente di Giuria
- Stéphane Brizé, regista e sceneggiatore (Francia)
- Maura Delpero, regista e sceneggiatrice (Italia)
- Cristian Mungiu, regista, sceneggiatore e produttore (Romania)
- Mohammad Rasoulof, regista, sceneggiatore e produttore (Iran)
- Fernanda Torres, attrice (Brasile)
- Zhao Tao, attrice (Cina)

### Orizzonti
- Julia Ducournau, regista e sceneggiatrice (Francia) - Presidentessa di Giuria
- Yuri Ancarani, regista e videoartista (Italia)
- Fernando Enrique Juan Lima, critico cinematografico (Argentina)
- Shannon Murphy, regista (Australia)
- RaMell Ross, regista e documentarista (Stati Uniti d'America)

### Opere prime
- Charlotte Wells, regista e sceneggiatrice (Regno Unito) - Presidentessa di Giuria
- Erige Sehiri, regista e sceneggiatrice (Tunisia)
- Silvio Soldini, regista e sceneggiatore (Italia)

## Sezioni principali

### In concorso
- À pied d'œuvre, regia di Valérie Donzelli (Francia)
- Árva, regia di László Nemes (Ungheria, Regno Unito, Francia, Germania)
- Bugonia, regia di Yorgos Lanthimos (Irlanda, Stati Uniti d'America, Corea del Sud)
- Duse, regia di Pietro Marcello (Italia, Francia)
- Elisa, regia di Leonardo Di Costanzo (Italia, Svizzera)
- L'Étranger, regia di François Ozon (Francia)
- Father Mother Sister Brother, regia di Jim Jarmusch (Stati Uniti d'America, Italia, Francia, Irlanda)
- Un film fatto per Bene, regia di Franco Maresco (Italia)
- Frankenstein, regia di Guillermo del Toro (Stati Uniti d'America)
- La grazia, regia di Paolo Sorrentino (Italia) - film d'apertura
- A House of Dynamite, regia di Kathryn Bigelow (Stati Uniti d'America)
- Jay Kelly, regia di Noah Baumbach (Stati Uniti d'America, Regno Unito, Italia)
- Il mago del Cremlino (Le Mage du Kremlin), regia di Olivier Assayas (Francia)
- No Other Choice (Eojjeol suga eopda), regia di Park Chan-wook (Corea del Sud, Francia)
- Nǚhái, regia di Shu Qi (Taiwan)
- Rì guà zhōngtiān, regia di Cai Shangjun (Cina)
- Silent Friend, regia di Ildikó Enyedi (Germania, Francia, Ungheria)
- The Smashing Machine, regia di Benny Safdie (Stati Uniti d'America)
- Sotto le nuvole, regia di Gianfranco Rosi (Italia)
- The Testament of Ann Lee, regia di Mona Fastvold (Stati Uniti d'America)
- The Voice of Hind Rajab, regia di Kaouther Ben Hania (Tunisia, Francia)

### Fuori concorso

#### Fiction
- After the Hunt - Dopo la caccia (After the Hunt), regia di Luca Guadagnino (Stati Uniti d'America, Italia)
- Boşluğa xütbə, regia di Hilal Baydarov (Azerbaigian, Messico, Turchia)
- Chien 51, regia di Cédric Jimenez (Francia) - film di chiusura
- Dead Man's Wire, regia di Gus Van Sant (Stati Uniti d'America)
- Hateshinaki Scarlet, regia di Mamoru Hosoda (Giappone)
- In the Hand of Dante, regia di Julian Schnabel (Stati Uniti d'America, Italia)
- L'isola di Andrea, regia di Antonio Capuano (Italia)
- Il maestro, regia di Andrea Di Stefano (Italia)
- Orfeo, regia di Virgilio Villoresi (Italia)
- Den sidste viking, regia di Anders Thomas Jensen (Danimarca, Svezia)
- La valle dei sorrisi, regia di Paolo Strippoli (Italia, Slovenia)

#### Non fiction
- Broken English, regia di Jane Pollard e Iain Forsyth (Regno Unito)
- Cover Up, regia di Laura Poitras e Mark Obenhaus (Stati Uniti d'America)
- I diari di Angela - Noi due cineasti. Capitolo terzo, regia di Yervant Gianikian e Angela Ricci Lucchi (Italia)
- Director's Diary, regia di Aleksandr Sokurov (Russia, Italia)
- My Father and Qaddafi, regia di Jihan Kikhia (Stati Uniti d'America)
- Ferdinando Scianna - Il fotografo dell'ombra, regia di Roberto Andò (Italia)
- Ghost Elephants, regia di Werner Herzog (Stati Uniti d'America)
- Huí jiā, regia di Tsai Ming-liang (Taiwan)
- Kabul: Between Prayers, regia di Abuzar Amini (Paesi Bassi, Belgio)
- Kim Novak's Vertigo, regia di Alexandre Philippe (Stati Uniti d'America)
- Marc by Sofia, regia di Sofia Coppola (Stati Uniti d'America)
- Nuestra tierra, regia di Lucrecia Martel (Argentina, Stati Uniti d'America, Messico, Francia, Paesi Bassi, Danimarca)
- The Tale of Sylian, regia di Tamara Kotevska (Macedonia del Nord)
- Remake, regia di Ross McElwee (Stati Uniti d'America)
- Zapiski nastojaščego prestupnika, regia di Oleksandr Rodnjans'kyj e Andrij Alferov (Ucraina, Stati Uniti d'America)

Speciale "Cinema & Musica"
- Francesco De Gregori - Nevergreen, regia di Stefano Pistolini (Italia)
- Newport & the Great Folk Dream, regia di Robert Gordon (Stati Uniti d'America)
- Nino. 18 giorni, regia di Toni D'Angelo (Italia)
- Piero Pelù - Rumore dentro, regia di Francesco Fei (Italia)

#### Cortometraggi
- Boomerang Atomic, regia di Rachid Bouchareb (Francia)
- How to Shoot a Ghost, regia di Charlie Kaufman (Stati Uniti d'America, Grecia)
- Origin, regia di Yann Arthus-Bertrand (Italia)

#### Serie
- Etty, regia di Hagai Levi – miniserie TV, 6 puntate (Francia, Germania, Paesi Bassi)
- Il mostro, regia di Stefano Sollima – serie TV, 4 episodi (Italia)
- Portobello, regia di Marco Bellocchio – miniserie TV, puntate 1-2 (Italia, Francia)
- Un prophète - La série, regia di Enrico Maria Artale – serie TV, 8 episodi (Francia)

### Orizzonti

#### Lungometraggi
- Un anno di scuola, regia di Laura Samani (Italia)
- Barrio triste, regia di Stillz (Colombia)
- Dinții de lapte, regia di Mihai Mincan (Romania, Francia, Danimarca, Grecia, Bulgaria)
- En el camino, regia di David Pablos (Messico, Francia)
- Estrany riu, regia di Jaume Claret Muxart (Spagna, Germania)
- Funeral Casino Blues, regia di Roderick Warich (Germania)
- Grand Ciel, regia di Akihiro Hata (Francia, Lussemburgo)
- Harà Watan, regia di Akio Fujimoto (Giappone, Francia, Malesia, Germania)
- Hiendra, regia di Ana Cristina Barragán (Ecuador, Messico, Francia, Spagna)
- Human Resource, regia di Nawapol Thamrongrattanarit (Thailandia)
- Komedi-e elāhi, regia di Ali Asgari (Iran, Italia, Francia, Germania, Turchia)
- Late Fame, regia di Kent Jones (Stati Uniti d'America)
- Mother, regia di Teona Strugar Mitevska (Macedonia del Nord, Belgio, Svezia, Danimarca, Bosnia ed Erzegovina)
- Otec, regia di Tereza Nvotová (Repubblica Ceca, Slovacchia, Polonia)
- Pin de fartie, regia di Alejo Moguillansky (Argentina)
- Il rapimento di Arabella, regia di Carolina Cavalli (Italia)
- Rose of Nevada, regia di Mark Jenkin (Regno Unito)
- Songs of Forgotten Trees, regia di Anuparna Roy (India)
- The Souffleur, regia di Gastón Solnicki (Austria, Argentina)

#### Cortometraggi
- Coyotes, regia di Said Zagha (Palestina, Francia, Giordania)
- The Curfew, regia di Shehrezad Maher (USA)
- Je crois entendre encore, regia di Constance Bonnot (Francia)
- Kushta Mayn - La mia Costantinopoli, regia di Nicolò Folin (Italia)
- La Ligne de vie, regia di Hugo Becker (Francia)
- Lion Rock, regia di Nick Mayow e Prisca Bouchet (Nuova Zelanda)
- Merrimundi, regia di Niles Atallah (Cile)
- Nedostupni, regia di Kyrylo Zemljanyj (Ucraina, Francia, Belgio, Bulgaria, Paesi Bassi)
- Norheimsund, regia di Ana A. Alpízar (Cuba, Stati Uniti d'America)
- El origen del mundo, regia di Jazmin Lopez (Argentina)
- Rukeli, regia di Alessandro Rak (Italia, Svezia) - fuori concorso
- Saint Simeon, regia di Olubunmi Ogunsola (Nigeria)
- Tángláng, regia di Joe Hsieh e Yonfan (Taiwan, Hong Kong)
- Utan Kelly, regia di Lovisa Sirén (Svezia)
- Yòu jiàn chuīyān, regia di Viv Li (Germania, Belgio, Cina)

### Venice Spotlight
- À bras-le-corps, regia di Marie-Elsa Sgualdo (Svizzera, Francia, Belgio)
- Ammazzare stanca, regia di Daniele Vicari (Italia)
- Un cabo suelto, regia di Daniel Hendler (Uruguay, Argentina, Spagna)
- Calle Malaga, regia di Maryam Touzani (Marocco, Francia, Spagna, Germania, Belgio)
- La hija de la española, regia di Mariana Rondón e Marité Ugás (Venezuela, Messico)
- Hijra, regia di Shahad Amin (Arabia Saudita, Iraq, Egitto, Regno Unito)
- Made in EU, regia di Stephan Komandarev (Bulgaria, Germania, Repubblica Ceca)
- Motor City, regia di Potsy Ponciroli (Stati Uniti d'America)

### Venezia Classici

#### Restauri
- Amaro destino (House of Strangers), regia di Joseph L. Mankiewicz (Stati Uniti d'America, 1949)
- Aniki Bóbó, regia di Manoel de Oliveira (Portogallo, 1942)
- Bashù - Il piccolo straniero (Bāshu gharibe-ye kuchak), regia di Bahram Beyzai (Iran, 1986)
- Il delinquente delicato (The Delicate Delinquent), regia di Don McGuire (Stati Uniti d'America, 1957)
- Destino cieco (Przypadek), regia di Krzysztof Kieślowski (Polonia, 1981)
- Due ettari di terra (Do bīghā zamīn), regia di Bimal Roy (India, 1953)
- Kagi, regia di Kon Ichikawa (Giappone, 1959)
- Kwaidan (Kaidan), regia di Masaki Kobayashi (Giappone, 1965)
- Lolita, regia di Stanley Kubrick (Stati Uniti d'America, 1962)
- Il magnifico cornuto, regia di Antonio Pietrangeli (Italia, Francia, 1964)
- Il marchio del rinnegato (Mark of the Renegade), regia di Hugo Fregonese (Stati Uniti d'America, 1951)
- Matador, regia di Pedro Almodóvar (Spagna, 1986)
- Il porto delle nebbie (Le Quai des brumes), regia di Marcel Carné (Francia, 1938)
- Quel treno per Yuma (3:10 to Yuma), regia di Delmer Daves (Stati Uniti d'America, 1957)
- Roma ore 11, regia di Giuseppe De Santis (Italia, 1952)
- Lo spettro, regia di Riccardo Freda (Italia, 1963)
- Ti ho sposato per allegria, regia di Luciano Salce (Italia, 1967)
- Vive l'amour (Àiqíng wànsuì), regia di Tsai Ming-liang (Taiwan, 1994)

#### Documentari sul cinema
- Boorman and the Devil, regia di David Kittredge (Stati Uniti d'America)
- Elvira Notari - Oltre il silenzio, regia di Valerio Ciofani (Italia)
- Holofiction, regia di Michal Kosakowski (Polonia)
- Louis Malle, le révolté, regia di Claire Duguet (Francia)
- Mata Hari, regia di Joe Beshenkovsky e James A. Smith (Stati Uniti d'America)
- Megadoc, regia di Mike Figgis (Stati Uniti d'America)
- Memoria de los olvidados, regia di Javier Espada (Spagna)
- The Ozu Diaries, regia di Daniel Raim (Stati Uniti d'America)
- Sangre del Toro, regia di Yves Montmayeur (Messico)

### Venezia Final Cut (Final Cut in Venice)
Final Cut in Venice è il programma del festival che dal 2013 sostiene la post produzione di film provenienti da paesi africani e mediorientali. Per la dodicesima edizione di Final Cut in Venice sono stati selezionati i seguenti sette film in lavorazione:

#### Fiction
- House of the wind (La maison du vent), regia di Kouemo Yanghu Auguste Bernard (Camerun, Benin, Francia, Belgio)
- Mi sembra (Meu semba), regia di Hugo Salvaterra (Angola)
- Standing at the ruins (Al woqoof ala el atlal), regia di Saeed Taji Farouky (Egitto, Regno Unito) –  Focus on the United Kingdom
- The station (Al mahattah), regia di Sara Ishaq (Yemen, Giordania, Francia, Germania, Paesi Bassi, Norvegia, Qatar)
- Yesterday the eye didn't sleep, regia di Rakan Mayasi (Belgio, Libano, Palestina)

#### Documentari
- Legacy (Soleil, lune, étoiles), regia di Mamadou Dia (Senegal, Francia)
- Progetto senza titolo dallo Yemen, regia di Mariam Al-Dhubhani (Yemen, Qatar, Norvegia, Francia)
- Out of school (La cour des grands), regia di Hind Bensari (Danimarca, Marocco) –  Focus on Morocc

## Sezioni autonome e parallele

### Settimana internazionale della critica

#### In concorso
- AGON, regia di Giulio Bertelli (Italia, Stati Uniti d'America, Francia)
- Cotton queen, regia di Suzannah Mirghani (Germania, Francia, Palestina, Egitto, Qatar, Arabia Saudita)
- Gorgonà, regia di Evi Kalogiropoulou (Grecia, Francia)
- Ish, regia di Imran Perretta (Regno Unito)
- Roqia, regia di Yanis Koussim (Algeria, Francia, Qatar, Arabia Saudita)
- Straight circle, regia di Oliver Hudson (Regno Unito)
- Waking hours, regia di Federico Cammarata e Filippo Foscarini (Italia)

#### Fuori concorso
- Les immortelles, regia di Caroline Deruas Perano (Francia, Canada) - film d'apertura
- 100 nights of Hero, regia di Julia Jackman (Regno Unito) - film di chiusura

#### Cortometraggi in concorso
- ARCA, regia di Lorenzo Quagliozzi (Italia)
- Festa di famiglia, regia di Nadir Taji (Italia)
- Marina, regia di Paoli de Luca (Italia)
- La moto, regia di Matteo Giampetruzzi (Italia, Danimarca, Spagna)
- El pütì pèrs, regia di Paolo Baiguera (Italia)
- The Pørnøgraphər, regia di HARIEL (Italia)
- Sante, regia di Valeria Gaudieri (Italia)

#### Cortometraggi fuori concorso
- Restare, regia di Fabio Bobbio (Italia) - film d'apertura
- Confini, canti, regia di Simone Massi (Italia) - film di chiusura

## Premi

### Premi della selezione ufficiale
Le quattro giurie internazionali dell'edizione, più gli spettatori della sezioni Orizzonti Extra, assegneranno i seguenti premi:

#### Concorso
- Leone d'oro al miglior film:
- Leone d'argento - Gran Premio della giuria:
- Leone d'argento - Premio speciale per la regia:
- Coppa Volpi per la migliore interpretazione maschile:
- Coppa Volpi per la migliore interpretazione femminile:
- Premio Osella per la migliore sceneggiatura:
- Premio speciale della giuria:
- Premio Marcello Mastroianni:

#### Orizzonti
- Premio Orizzonti per il miglior film:
- Premio Orizzonti per la miglior regia:
- Premio speciale della giuria:
- Premio Orizzonti per la miglior interpretazione femminile:
- Premio Orizzonti per la miglior interpretazione maschile:
- Premio Orizzonti per la miglior sceneggiatura
- Premio Orizzonti per il miglior cortometraggio:

#### Venezia Classici
- Premio al miglior film restaurato:
- Premio al miglior documentario sul cinema:

### Premi collaterali
Altre organizzazioni esterne hanno assegnato i seguenti premi, in ordine alfabetico:
- Arca CinemaGiovani:
  - Miglior film:
  - Miglior film italiano:
- Premio Bianchi (SNGCI)
- Premio Brian (UAAR):
- Fundacion Casa Wabi - Mantarraya Award:
- Premio Autrici Under 40 "Valentina Pedicini" (Venezia a Napoli. Il cinema esteso):
  - Miglior regia e sceneggiatura:
  - Miglior sceneggiatura:
  - Menzione speciale per l'originalità:
  - Menzione speciale per il montaggio:
- Premio CICT - UNESCO "Enrico Fulchignoni" - Medaglia Fellini 2024:
- Premio Cinema & Arts (Kalambur Teatro / Ateatro / Accademia Eleonora Duse):
  - Menzione speciale per il miglior artista multi-disciplinare:
- Premio CinemaSarà (Cineteca Italiana):
  - Menzione speciale:
- Premio Civitas (Civitas Foundation ETS):
- Premio Edipo Re (Edipo Re Srl Sociale / Università degli Studi di Padova / Università Ca’ Foscari):
  - Premio giuria giovani di Ca' Foscari:
- Premio Fondazione FAI Persona Lavoro Ambiente:
  - Menzione speciale sul tema del lavoro:
  - Menzione speciale sul tema dell'ambiente sociale:
- Premio Fanheart3:
  - Graffetta d'oro al miglior film:
  - Nave d'argento alla migliore OTP:
  - XR Fan Experience:
    - Menzione speciale:
- Premio FEDIC:
  - Menzione speciale:
  - Gran premio speciale delle giuria:
  - Menzione speciale per il miglior cortometraggio:
- Premio FIPRESCI:
  - Concorso:
  - Orizzonti e sezioni parallele:
- Premio Pasinetti:
- Green Drop Award:
- ImpACT Award (Think-impact Production):
- Premio Lanterna Magica (CGS):
- Leoncino d'oro (Agiscuola/UNICEF):
  - Segnalazione Cinema For Unicef:
- Premio Lizzani (ANAC):
- Premio NuovoImaie Talent Award (IMAIE / SNGCI / SNCCI):
  - Miglior attore esordiente:
  - Miglior attrice esordiente:
- Premio La Pellicola d'Oro (Associazione Culturale S.A.S.):
  - Miglior direttore di produzione:
  - Miglior costruttore:
  - Miglior capo macchinista:
- Queer Lion:
- Premio "Robert Bresson" (Fondazione ente dello spettacolo e Rivista del cinematografo):
- Premio SIGNIS:
  - Menzione speciale:
- Premio di critica sociale "Sorriso Diverso Venezia Award":
  - Miglior film italiano:
  - Miglior film straniero:
- Premio Soundtrack Stars (SNGCI):
  - Menzione speciale:
  - Premio speciale:
  - Premio speciale:
- Premio UNIMED (Unione delle Università del Mediterraneo):
  - Premio per la diversità culturale:

### Premi alla carriera
- Leone d'oro alla carriera: Kim Novak[5] e Werner Herzog[6]